# Albert Pitres
Albert Pitres (Bordeaux, 26 agosto 1848 – Bordeaux, 25 marzo 1928) è stato un neurologo francese.

## Biografia
Nacque a Bordeaux e ricevette la sua formazione a Parigi, dove fu allievo di Jean Martin Charcot (1825-1893) e Louis-Antoine Ranvier (1835-1922). Servì come decano della Facoltà di Medicina a Bordeaux (nominato nel 1885).
Iniziò i suoi studi di medicina a Bordeaux, in seguito lavorò come medico interno negli ospedali di Parigi (dal 1872). Nel 1877 difese la sua tesi di dottorato, e durante l'anno successivo ricevette la sua agrégation con una tesi dal titolo "Les ipertrofie et les dilatations cardiaques indépendante des lésions valvulaires". Alla fine degli anni '70, con Charles-Émile François-Franck, eseguì studi sull'eccitazione della corteccia cerebrale e sulla localizzazione della funzione cerebrale. In seguito, tornò a Bordeaux, dove dal 1881 al 1919, fu maitre di patologia. Pitres morì nel 1928 all'età di 79 anni dopo essere caduto dalle scale.
Le lezioni che Pitres diede all'anfiteatro di Bordeaux sui seguenti argomenti furono compilate e pubblicate: isteria e ipnotismo (1891), afasia amnesica (1897), parafasia (1898) e segni fisici associati a versamenti pleurici (1902). I suoi studi di neurite periferica furono pubblicati nel volume XXXVI di Gilbert e in "Nouveau traité de médeine et de thérapeutique" di Carnot. Con Leo Testut (1849-1925) fu coautore di "Les nerfs en schémas, anatomie et physiopathologie" (1925).